# Liumaowan (köpinghuvudort i Kina, Xinjiang Uygur Zizhiqu, lat 44,60, long 85,91)
Liumaowan (kinesiska: 柳毛湾, 柳毛湾镇) är en köpinghuvudort i Kina. Den ligger i den autonoma regionen Xinjiang, i den nordvästra delen av landet, omkring 160 kilometer nordväst om regionhuvudstaden Ürümqi. Antalet invånare är 7 385. Befolkningen består av 3 406 kvinnor och 3 979 män. Barn under 15 år utgör 15,0 %, vuxna 15-64 år 77 %, och äldre över 65 år 7,0 %.
Runt Liumaowan är det glesbefolkat, med 16 invånare per kvadratkilometer. Närmaste större samhälle är Sidaohezi, 18,9 km nordväst om Liumaowan. Trakten runt Liumaowan består i huvudsak av gräsmarker.
Genomsnittlig årsnederbörd är 254 millimeter. Den regnigaste månaden är juli, med i genomsnitt 38 mm nederbörd, och den torraste är oktober, med 12 mm nederbörd.